# 맥박압
맥박압(pulse pressure, 맥압)은 수축기(systole) 혈압과 확장기(diastole) 혈압의 차이이다. 수은주 밀리미터(mmHg) 단위로 측정된다. 이는 심장이 수축할 때마다 생성되는 힘을 나타낸다. 건강한 맥압은 약 40 mmHg이다. 맥압이 지속적으로 60 mmHg 이상이면 질병과 관련될 가능성이 높으며, 맥압이 50 mmHg 이상이면 심혈관 질환의 위험이 높아진다. 맥압이 수축기 혈압의 25% 미만이면 낮은 것으로 간주된다. (예를 들어 수축기 혈압이 120 mmHg인 경우 30 mmHg는 120의 25%이므로 30 mmHg 미만이면 맥압이 낮은 것으로 간주된다.) 매우 낮은 맥압은 울혈성 심부전과 같은 장애의 증상일 수 있다.

## 같이 보기
- 빈트케셀 효과 (Windkessel effect)
- 맥박